# Aksu Stepnogorsk
Aksu Stepnogorsk (kaz. Аксу Степногорск Футбол Клубы) – kazachski klub piłkarski z siedzibą w Stepnogorsku.

## Historia
Chronologia nazw:
- 1968: Araj Stepnogorsk (kaz. Арай Степногорск)
- 1969–19??: Chimik Stepnogorsk (kaz. Химик Степногорск)
- 1998: Chimik Stepnogorsk (kaz. Химик Степногорск)
- 1999: Akmoła Stepnogorsk (kaz. Ақмола Степногорск)
- 2003–2005: Chimik Stepnogorsk (kaz. Химик Степногорск)
- od 2006: Aksu Stepnogorsk (kaz. Аксу Степногорск)

Klub został założony w 1968 jako Araj Stepnogorsk i debiutował w Klasie B, strefie kazachskiej Mistrzostw ZSRR. W 1969 zmienił nazwę na Chimik Stepnogorsk. W 1970 w wyniku kolejnej reorganizacji systemu lig ZSRR klub stracił miejsce w rozgrywkach na szczeblu profesjonalnym i występował w lokalnych. Dopiero w 1980 ponownie startował we Wtoroj Lidze, strefie 7. W następnym roku zajął 15. miejsce i pożegnał się z rozgrywkami profesjonalnymi. Potem został rozwiązany.
W 1998 klub został reaktywowany i zmienił w Wysszej Lidze Awtomobilist Szortandy. W 1999 zmienił nazwę na Akmoła Stepnogorsk, ale zajął ostatnie 16. miejsce i spadł do Birinszi Liga. Klub połączył się z Koksze Kokczetaw, który akurat awansował do Wysszej ligi. Dopiero w 2003 jako osobny klub ponownie startował w Birinszi Liga. Nazywał się najpierw Chimik Stepnogorsk, a od 2006 Aksu Stepnogorsk.

## Sukcesy
- Klasa B ZSRR, strefa kazachska: 11. miejsce (1969)
- Mistrzostwo Kazachskiej SRR: mistrz (1976, 1977, 1979)
- Priemjer-Liga: 8. miejsce (1998)
- Puchar Kazachstanu: 1/8 finału (1998/99, 1999/00)